# Скворцов, Илья Вадимович
Илья́ Вади́мович Скворцо́в (род. 29 июня 1972, Нижний Тагил, Свердловская область) — российский актёр театра и кино, драматург. Заслуженный артист России (2021).
Член Союза театральных деятелей РФ, художественный руководитель Екатеринбургского Дома актёра (2013)

## Биография
Родился 29 июня 1972 года в Нижнем Тагиле Свердловской области.
В 1989 году окончил среднюю школу № 50 Нижнего Тагила, в том же году поступил на актёрский факультет Свердловского государственного театрального института (класс народного артиста РФ Алексея Петрова, педагоги: заслуженный артист РФ Виктор Поцелуев и Марина Александровская).
В 1993 году с отличием окончил актёрский факультет Екатеринбургского государственного театрального института, в том же году приглашён в труппу Екатеринбургского театра юного зрителя, где сыграл множество разноплановых ролей.
Как автор и ведущий работал на екатеринбургских теле-и радиовещательных каналах. Сотрудничает с ведущими концертными организациями Екатеринбурга и Свердловской области. С декабря 2013 года является художественным руководителем Екатеринбургского Дома актёра Свердловского отделения СТД РФ. Является автором проекта «Дом актёра — детям», получившего премию конкурса и фестиваля «Браво!» — 2016 в номинации «Проект года».
Занимается драматургией, в том числе и для детского театра. Спектакли по его пьесам идут в театрах Урала и Сибири.
В 2009 и 2018 годах номинировался на соискание Премии Губернатора Свердловской области «За выдающиеся достижения в области литературы и искусства».

## Творчество

### Роли в театре

#### Дипломные работы
- «Любовь в Старо-Короткино» по повести В. Липатова «Житие Ванюшки Мурзина, или Любовь в Старо-Короткине» — Марат Ганиевич
- «Дураки» Н. Саймона — Снецкий
- «Сирано де Бержерак» Э. Ростана — граф де Гиш
- «Трёхгрошовая опера» Б. Брехта — Мэкки-Нож

#### Екатеринбургский театр юного зрителя
- «Зимняя сказка» У. Шекспира, реж. Георгий Цхвирава — Поликсен и Флоризель
- «Гроза» А. Островского, реж. Андрей Васильев — Борис
- «Рони, дочь разбойника» А. Линдгрен, реж. Сергей Белов — Бирк
- «Если очень захотеть», реж. Юрий Жигульский — Пугало
- «Дверь на сцену» по пьесе М. Фрейна «Театр», реж. Владимир Иванский и Владимир Сизов — Гарри Лежен
- «Звёздный мальчик» Л. Разумовской по сказке О. Уайльда, реж. Георгий Цхвирава — страж ворот
- «Отец» по пьесе М. Горького «Последние», реж. Юрий Жигульский — Якорев
- «Миледи» А. Волкова, реж. Андрей Санатин — Бекингем
- «Снегурушка» М. Бартенева, реж. Владимир Рубанов — Мороз
- «Отчётливые полароидные снимки» М. Равенхилла, реж. Андрей Санатин — Тим
- «Дневник Анны К.» Н. Скороход по роману Л. Толстого «Анна Каренина», реж. Анатолий Праудин — Голенищев
- «Очень простая история» М. Ладо, реж. Вячеслав Кокорин — Петух
- «Весь Шекспир» Д. Боргессона, А. Лонга и Д. Сингера, реж. Андрей Санатин — Дэниэл
- «Нос» Н. Гоголя, реж. Андрей Неделькин — майор Ковалёв
- «Две стрелы» А. Володина, реж. Антон Милочкин — Красноречивый
- «Бременские музыканты» В. Ливанова, Ю. Энтина, реж. Владимир Рубанов — Осёл
- «Валентин и Валентина» М. Рощина, реж. Вячеслав Кокорин — Гусев
- «Укрощение строптивой» У. Шекспира, реж. Владимир Золотарь — Люченцио
- «Трактирщица» К. Гольдони, реж. Олег Юмов — граф Альбафьоритта
- «Серая шейка» Е. Гороховской по рассказам Д. Мамина-Сибиряка, реж. Екатерина Гороховская — отец / селезень
- «Человек-подушка» М. Макдонаха, реж. Олег Гетце — Катурян
- «Мы, герои» Ж.-Л. Лагарса, реж. Франсуа Рансийак (Франция) — Макс
- «Бонжур, месье Перро» Н. Слепаковой, реж. Евгений Зимин — месье Арлен
- «Тестостерон» А. Сарамановича, реж. Олег Гетце — Червь, друг жениха, микробиолог
- «Без вины виноватые» А. Островского, реж. Григорий Дитятковский — Григорий Львович Муров, важный барин
- «Похождения бравого солдата Швейка» М. Бартенева по одноимённому роману Я. Гашека, реж. Анатолий Праудин — Пан Вендлер, капитан Сагнер
- «Класс Бенто Бончева» М. Курочкина, реж. Илья Ротенберг — Тирс
- «Э!..» фантазия на тему комедии Н. Гоголя «Ревизор», реж. Григорий Лифанов — Сквозник-Дмухановский, городничий[3]
- «Вишнёвый сад» А. Чехова, реж. Анатолий Праудин — Симеонов-Пищик
- «Евгений Онегин» А. Пушкина, реж. Ксения Кузнецова — Евгений Онегин
- «Прощание в июне» А. Вампилова, реж. Григорий Лифанов — Репников
- «Женитьба» Н. Гоголя реж. Григорий Лифанов — Подколёсин
- «Дуэль» по рассказу А. П. Чехова, реж. Анатолий Праудин — Кирилин Егор Алексеич
- «Али-Баба и разбойники. Восточная сказка» реж. Владимир Иванский — Касым, старший брат Али
- «Ромео и Джульетта» У.Шекспира, реж. Григорий Лифанов — Монтекки

#### Камерный театр Объединённого музея писателей Урала
- «Пигмалион» Б. Шоу, реж. Евгений Ланцов — Генри Хиггинс
- «Миллионерша» Б. Шоу, реж. Евгений Ланцов — Аластер
- «Дама с собачкой» А. Чехова, реж. Виктор Поцелуев — Учитель

Частный театр TEATRUM
«Тайна доктора О» реж. Александр Борисов — Уилл Грубер

### Драматургия
- 2024— «Иван-царевич и Серый волк» (Екатеринбургский театр юного зрителя)
- 2023 — «Аленький цветочек» (Екатеринбургский театр юного зрителя)
- 2022— «Али-Баба и разбойники. Восточная сказка» (Екатеринбургский театр юного зрителя)
- 2021— «Василиса Прекрасная» (Екатеринбургский театр юного зрителя)
- 2019 — «Емеля, Несмеяна и технический прогресс» (Екатеринбургский театр юного зрителя)
- 2018 — «Морозко», по мотивам русских народных сказок (Екатеринбургский театр юного зрителя)
- 2016 — «Волшебная книга сказок» (Екатеринбургский театр юного зрителя)
- 2015 — «Свет новогодней звезды» (Екатеринбургский театр юного зрителя)
- 2014 — «Голос Югры» (Театральный центр «Норд», г. Югорск)
- 2010 — «Разговор с Александром Бэллом» (Драма номер три, г. Каменск-Уральский)

### Фильмография
- 2025— Урок — Отец Тёмыча
- 2023— Угрюмка — Мэр города
- 2023— Сломя голову — Семенов
- 2023— Счастье не за горами — Главврач
- 2022— Гриша Субботин— Сиротин
- 2020— Картонная пристань — Губернатор
- 2019 — Buddy — Доктор (озвучание)
- 2019 — Жёлтый клевер — Григорий
- 2012 — Важняк. Игра навылет — Горелов
- 2008 — Читая О’Генри — начальник (шеф)
- 2008 — Дело было в Гавриловке — 2 — Козлов
- 2007 — Дело было в Гавриловке — Козлов
- 2003 — Правда о щелпах — эпизод
- 1994 — Уснувший пассажир — Гитарист
- 1990 — Мой милый «Чиж»

## Награды
- Заслуженный артист России (2021) — за заслуги в развитии отечественной культуры и искусства, многолетнюю плодотворную деятельность.
- Лауреат специальной литературной премии журнала «Урал»[4]
- Лауреат Всероссийского фестиваля театральных капустников «Весёлая коза» (г. Нижний Новгород)[источник не указан 2096 дней]
- Лауреат всероссийского конкурса творческих программ, посвященных Юбилею Победы (в составе творческой группы — как автор сценария и режиссёр спектакля-концерта «У каждого своя Победа», посвященного труженикам тыла уральских заводов (Москва, 2020)[источник не указан 1860 дней]
- Лауреат Свердловской областной театральной премии конкурса и фестиваля «Браво!» — 2011 в 2012 году — за роль Мурова в спектакле «Без вины виноватые»[5].
- Лауреат премии «Признание» в номинации «Славим Екатеринбург»[6]